# Рајмон д'Агије
Рајмон д'Агије је био средњовековни хроничар, учесник Првог крсташког рата.

## Биографија
Рајмон је учио за свештеника у Везелају у Француској. У Први крсташки рат пошао је као пратилац Урбановог надбискупа Адемара Пијског. Потом је као капелан служио Ремона Тулуског, једног од најистакнутијих крсташких вођа. У његовој служби писао је своје дело GESTA FRANCORUM QUI CEPERUNT JERUSALEM ("Дела Франака који су освојили Јерусалим"). Писање је започео током крсташке опсаде Антиохије, а завршио га је крајем 1099. године тј. након освајања Јерусалима. Рајмонова објективност види се и из тога што је у неким деловима критиковао и самог Ремона због његових симпатија према Византији. Неки модерни историчари не узимају Рајмоново дело за озбиљно због неколико описа визија и чуда крсташа. Најбољи пример за то је опис Божјег суда којем се подвргао Петар Бартоломеј. Након освајања Антиохије и погубљења управника Јагија Сијана, крсташи су и сами опседнути од стране емира Кербуге. Због нехигијенских услова и недостатка намирница, смртност у Антиохији била је велика. Тада је Петар Бартоломеј пронашао врх копља којим је, наводно, прободен Исус Христ након распећа на Голготи. Како би доказао да је копље право, Бартоломеј се подвргао Божјем суду. Рајмон даје опис овог догађаја. Петар је сам предложио да са Светим Копљем у рукама прође преко запаљене ватре. 8. априла окупила се целокупна крсташка војска да посматра овај тест. У самом центру налазила се велика група свештеника која је требало да прати шта се збива са Петром Бартоломејем: 
Када је ватра постала најјача, ја, Ремон, обратио сам се присутнима: Ако је свемоћни Бог говорио овоме човеку, лицем у лице, и ако је Свети Андрија открио копље њему, дозволи му да прође без озледа кроз ватру. Али ако је другачије, ако је лагао, нека изгори заједно са копљем које ће носити у рукама. Сви су клекли и одговорили: Амен.

Када се избавио из ватре, кошуља му није изгорела, па чак ни веома нежна тканина у коју је било замотано Свето Копље није претрпело било какву штету. Петар је прошао кроз гомилу и благосиљао их крстом вичући веома гласно. Сви су похрлили ка њему желећи да га дотакну или да откину комад његове кошуље. У целој тој гужви, повредили су му ноге на три или четири места, а када су га срушили, сломили су му кичму. Можда би у тој гомили и погинуо да га није извукао Ремон Пије, храбар и одважан војник који се кроз руљу пробио са неким од својих другова и ослободио га.

И тада, говорим истину, Ремон Пије донео је Петра у мој шатор. Док сам му завијао ране питао сам га зашто је застао у ватри. Одговорио ми је: Господ ми се обратио баш док сам био у средини ватре, додирнуо ме је својим рукама и рекао: Зато што ми нису поверовао да ће копље бити пронађено када ти га је показао Свети Андрија, нећеш проћи без озледа, али нећеш отићи у пакао. Онда сам прердлагао, било је нешто мало опрљотина на ногама, али уистину, то је било мало. Остале повреде нису биле тешке.

Из овог описа види се да је Рајмон био фанатичан католик. Почетком 19. века Рајмоново дело преведено је са латинског на француски језик. 